# Come a Little Closer (bài hát của Cage the Elephant)
"Come a Little Closer" là một bài hát của ban nhạc alternative rock Mỹ Cage the Elephant. Viết bởi hát chính Matthew Shultz và sản xuất bởi Jay Joyce, nó được phát hành như là đĩa đơn từ album phòng thu thứ ba của ban nhạc, Melophobia vào ngày 13 tháng 8 năm 2013. Nó đứng đầu bảng xếp hạng Billboard Alternative Songs tại Hoa Kỳ.

## Bảng xếp hạng
| BXH (2013—14)                                 | Vị trí cao nhất |
| --------------------------------------------- | --------------- |
| Canadian Hot 100 (Billboard)                  | 72              |
| US Bubbling Under Hot 100 Singles (Billboard) | 7               |
| US Alternative Songs (Billboard)              | 1               |
| US Rock Songs (Billboard)                     | 15              |
| US Adult Top 40 (Billboard)                   | 24              |
| US Mainstream Rock (Billboard)                | 10              |
| US Triple A (Billboard)                       | 1               |

## Lịch sử phát hành
| Khu vực | Ngày                | Định dạng         | Nhãn        |
| ------- | ------------------- | ----------------- | ----------- |
| Hoa Kỳ  | 13 tháng 8 năm 2013 | Digital download  | RCA Records |
| Hoa Kỳ  | 13 tháng 8 năm 2013 | Active rock radio | RCA Records |
| Hoa Kỳ  | 13 tháng 8 năm 2013 | Modern rock radio | RCA Records |